# Xã Goodrich, Quận Crawford, Iowa
Xã Goodrich (tiếng Anh: Goodrich Township) là một xã thuộc quận Crawford, tiểu bang Iowa, Hoa Kỳ. Năm 2010, dân số của xã này là 322 người.